# Rivière Caginecti
Rivière Caginecti är ett vattendrag i Kanada.   Det ligger i provinsen Québec, i den sydöstra delen av landet, 290 km nordost om huvudstaden Ottawa. Rivière Caginecti ligger vid sjön Lac Châteauvert.
I omgivningarna runt Rivière Caginecti växer i huvudsak blandskog. Trakten runt Rivière Caginecti är nära nog obefolkad, med mindre än två invånare per kvadratkilometer.